# Las Breñas
Las Breñas är en kommunhuvudort i Argentina.   Den ligger i provinsen Chaco, i den norra delen av landet, 900 km norr om huvudstaden Buenos Aires. Las Breñas ligger 104 meter över havet och antalet invånare är 26 955.
Terrängen runt Las Breñas är mycket platt. Närmaste större samhälle är Charata, 17,4 km sydväst om Las Breñas.
Trakten runt Las Breñas består till största delen av jordbruksmark. Runt Las Breñas är det glesbefolkat, med 12 invånare per kvadratkilometer.